# Лашко, Феодосий Григорьевич
Феодосий Григорьевич Лашко (4 января 1914 — после 1989) — бригадир колхоза имени Ленина Котовского района Молдавской ССР, Герой Социалистического Труда (30.04.1966).
Родился 4 января 1914 года в селе Бардар (в советское время — Кутузовский район МССР).
С 1949 года работал в созданном в его родном селе колхозе имени Ленина. В 1959—1977 годах бригадир виноградарской бригады.
С 1978 года на пенсии.
Применяя передовую агротехнику и последние достижения науки, его бригада стабильно получала высокие урожаи винограда (более 80 центнеров с гектара), фруктов и овощей.
Герой Социалистического Труда (30.04.1966). Награждён орденом Октябрьской Революции (1971).
Член КПСС с 1953 года. Делегат XII съезда Компартии Молдавии. Делегат III Всесоюзного съезда колхозников (1969).